# Josef Krautwald von Annau
Josef Freiherr Krautwald von Annau (Beč, 1. listopada 1858. – Bratislava, 13. travnja 1925.) je bio austrougarski general i vojni zapovjednik. Tijekom Prvog svjetskog rata zapovijedao je 34. pješačkom divizijom, te X. i III. korpusom na Istočnom i Talijanskom bojištu.

## Vojna karijera
Josef Krautwald von Annau je rođen 1. listopada 1858. u Beču. Pohađao je Tehničku vojnu akademiju u Beču, nakon čega s činom poručnika služi u 2. inženjerijskoj pukovniji. Godine 1888. promaknut je u čin satnika, dok od 1889. služi u inženjerijskoj postrojbi u Brnu. Od 1892. služi u 2. inženjerijskoj bojnoj smještenoj u Linzu, da bi 1896. bio unaprijeđen u bojnika, te postao zapovjednikom 4. inženjerijske bojne smještene u Ptuju. 
U studenom 1900. promaknut je u čin potpukovnika, dok od 1901. služi u 96. pješačkoj pukovniji u kojoj 1906. postaje zapovjednikom. Istovremeno obnaša i dužnost predavača za taktiku i vojnu povijest u vojnoj školi u Zagrebu. U međuvremenu je, u lipnju 1904., unaprijeđen u čin pukovnika. U svibnju 1910. promaknut je u čin general bojnika, te je istodobno imenovan zapovjednikom 53. pješačke brigade smještene u Košicama. U svibnju 1913. unaprijeđen je u čin podmaršala, nakon čega mu je dodijeljeno zapovjedništvo nad 34. pješačkom divizijom sa sjedištem u Temišvaru na čijem čelu dočekuje i početak Prvog svjetskog rata.

## Prvi svjetski rat
Na početku Prvog svjetskog rata 34. pješačka divizija nalazila se u sastavu VII. korpusa kojim je zapovijedao Otto Meixner von Zweienstamm. Divizija se na početku nalazila na Balkanskom bojištu, ali je ubrzo krajem kolovoza premještena na Istočno gdje Krautwald sudjeluje u Galicijskoj bitci. U siječnju 1915. Krautwald postaje zapovjednikom X. korpusa koji se nalazio u sastavu 3. armije kojom je zapovijedao Svetozar Borojević u sastavu koje sudjeluje u Karpatskim ofenzivama. Desetim korpusom zapovijeda kratko, do ožujka 1915., kada preuzima zapovjedništvo nad III. korpusom zamijenivši na tom mjestu Emila Colerusa. S III. korpusom koji je u svibnju prešao u sastav 7. armije sudjeluje u ofenzivi Gorlice-Tarnow.
U kolovozu 1915. Krautwald je s III. korpusom premješten na Talijansko bojište u sastav 5. armije. U sastavu 5. armije sudjeluje u Sočanskim bitkama, nakon čega je u veljači 1916. III. korpus premješten na tirolski dio ratišta u sastav 11. armije u sklopu koje sudjeluje u Tirolskoj ofenzivi. U lipnju 1916. III. korpus je nakratko zbog zaustavljanja Brusilovljeve ofenzive ponovno premješten na Istočno bojište, da bi se kolovozu ponovno bio vraćen na Talijansko i to ponovno u sastav 11. armije. U svibnju 1917. Krautwald je promaknut u generala pješaštva, dok u listopadu te iste godine s III. korpusom sudjeluje u Kobaridskoj ofenzivi. U siječnju 1918. zbog zdravstvenih razloga napušta mjesto zapovjednika III. korpusa na kojem mjestu ga zamjenjuje Hugo Martiny

## Poslije rata
Nakon završetka rata Krautwald je s 1. siječnjem 1919. umirovljen. Preminuo je 13. travnja 1925. godine u 67. godini života u Bratislavi.

## Vanjske poveznice
(eng.) Josef Krautwald von Annau na stranici Austro-Hungarian-Army.co.uk

(eng.) Josef Krautwald von Annau na stranici Oocities.org

(njem.) Josef Krautwald von Annau na stranici Weltkriege.at

(njem.) Josef Krautwald von Annau na stranici Biographien.ac.at